# Asunción Quinzá Alegre
Asunción Quinzá Alegre (València, 13 d'abril de 1965) és una advocada i política valenciana, diputada a les Corts Valencianes en la V, VI i VII legislatures.

## Biografia
Establerta a l'Eliana, hi ha estat presidenta del Partit Popular (PP) local, secretària de sanitat en el comitè executiu provincial del PP, regidora de l'ajuntament de l'Eliana, diputada provincial de València, vicepresidenta de l'Agència de l'Energia de València de la Diputació de València i membre del Consell Social de la Universitat Politècnica de València.
Fou escollida diputada per València a les eleccions a les Corts Valencianes de 1999 (en substitució de Martín Quirós Palau), 2003 i 2007. Ha estat vicepresidenta de la Comissió d'Obres Públiques i Transports i de la Comissió Especial d'Estudi sobre la seguretat ciutadana a la Comunitat Valenciana. També ha estat membre del Consell Assessor de Radiotelevisió Espanyola de la Comunitat Valenciana i portaveu de la Comissió Especial d'Estudi contra la Violència de Gènere. En 2011 fou nomenada Secretària Autonòmica de Governació de la Conselleria de Governació i Justícia de la Generalitat Valenciana.
El 2023, amb la tornada del PP a la Generalitat Valenciana, Quinzá va tornar al govern com a Secretària Autonòmica d'Igualtat i Diversitat depenent de la consellera de Serveis Socials, Igualtat i Habitatge dirigida per Susana Camarero.